# Ким Јангсам
Ким Јангсам (Geoje, 20. децембар 1927 — Сеул, 22. новембар 2015) био је јужнокорејски политичар и демократски активиста, који је био председник Јужне Кореје од 1993. до 1998. Од 1961. године провео је скоро 30 година као један од лидера јужнокорејске опозиције и један од најмоћнијих ривала ауторитарним режимима Парка Чунг-Хеа и Чуна Доо-хвана.
Изабран за председника 1992. године, Ким је постао први цивил који је био на функцији преко 30 година. Био је инаугурисан 25. фебруара 1993. године и одслужио је петогодишњи мандат, председавајући масовном антикорупцијском кампањом, хапшењем својих двеју претходника и политиком интернационализације званом Сегиехва.

## Младост и едукација
Ким је рођен на острву Геоје, на југоисточном врху Корејског полуострва, у богатој рибарској породици 20. децембра 1927. године, када је Кореја била под владавином Јапана. Он је био најстарији од једног синова и пет ћерки у својој породици. Током Корејског рата, Ким је служио у јужнокорејској војсци као студентски војник (или официрски кандидат). Године 1952. дипломирао је филозофију на Националном универзитету у Сеулу.

## Каријера
Године 1954, Ким је изабран у Народну скупштину Јужне Кореје, као члан партије коју предводи Сингман Ри, први председник Јужне Кореје. У време свог избора, Ким је био најмлађи члан народне скупштине. Неколико месеци након његове изборне победе, Ким је напустио своју странку и придружио се опозицији када је Ри покушао изменити устав Јужне Кореје. Ким је тада постао водећи критичар, заједно са Ким Дае-јунгом, војних влада Парка Чунг-Хеа и Чуна До-хвана.

### Нови лидер демократске странке
Године 1974. изабран је за председника Нове демократске странке. Док је 1976. године привремено изгубио своју моћ у националној скупштини, Ким се вратио у политичку одбрану током последње године владавине Парка Чунг-Хеа. Ким је прихватила тврдокорну политику да никада не компромитује или да сарађује са Парковом Демократском Републиканском Партијом све док Устав Иусхина не буде укинут и храбро критиковао диктатуру Парка, која би могла бити кажњена затвором по новом уставу.
У августу 1979. године, Ким је дозволио око 200 жена у И. Х. Трговинско предузеће да користи седиште Нове демократске странке као место за њихове демонстрације седења и обећао да ће их заштитити. Хиљаду полицајаца упало је у штаб странке и ухапсило раднике. Једна радница је умрла у том процесу и многи законодавци који су покушавали да их заштите су били тешко премлаћени, а неки су морали да буду хоспитализовани. Инцидент ИХ је добио критику и довео до Кимове осуде, уз тврдњу да ће се диктатура Парка ускоро срушити. Након овог инцидента, Парк је био одлучан да уклони Ким са политичке сцене, као што је био затворени Ким Дае-јунга, и наложио јужнокорејској средишњој обавјештајној агенцији (КЦИА) да направи такав потез. У септембру 1979, судска одлука је суспендовала Кимово председавање Нове демократске странке. 
Када је Ким позвао Сједињене Државе да престану подржавати Паркову диктатуру у интервјуу за Њујорк Тајмс,  Парк је желео да Ким буде затворен, док је администрација Картера, забринута због повећања кршења људских права, издала снажно упозорење: не прогонити чланове опозиционе странке. Када је Ким избачен из Народне скупштине у октобру 1979. године, Сједињене Државе повукле су свог амбасадора у Вашингтон, и свих 66 законодаваца Нове демократске странке поднели су оставку из Народне скупштине. 
Када је постало познато да јужнокорејска влада планира селективно прихватити оставке, у Кимовом родном граду Пусану избили су устанци. То је била највећа демонстрација након председавања Сингман Рија, и проширила се на Масан и друге градове, са студентима и грађанима који су позивали на крај диктатуре. Криза је била један од узрока атентата на Парк Цхунг-хеа 26. октобра 1979. године од стране директора КЦИА-е Ким Џае-гју. 

### Кућни притвор
Владин опресивни став према опозицији настављен је под Чуном До-хваном, који је 12. децембра 1979. године преузео власт војним пучем. Ким Јангсам је искључен из Народне скупштине због својих демократских активности и забрањен је од 1980. до 1985. године. 1983. године, спровео је 21-дневни штрајк глађу протестујући против диктатуре Цун До-хвана. 

### Неуспела кандидатура за председника 1987.
Када су први демократски председнички избори одржани 1987. године, након што је Чун отишао у пензију, Ким Јангсам и Ким Деџунг су се успротивили, раздвајајући гласове опозиције и омогућивши бившем генералу Ро Таеу, Џуновом изабраном наследнику, да победи изборе. Ово је било упркос подршци прве кандидаткиње председнице, Хонг Кок-ја, која је поднела оставку да би подржала Кима.  1990. године, он је неочекивано спојио своју Странку демократског поновног уједињења са Роховом владајућом Странком демократске правде како би оформио Демократску либералну странку, сада Партију Слободне Кореје. 

### Председништво
Као кандидат владајуће странке победио је Ким Де-јунга на председничким изборима 1992. године. Он је био само трећи цивил који је био на власти, а први од 1962. године.
Администрација Ким Јангсама је покушала да реформише владу и економију. Један од првих чинова његове владе био је покретање антикорупцијске кампање, која је почела на самом врху, јер је Ким обећао да неће користити средства политичког црног фонда. 
Кимова влада затражила је од владиних и војних званичника да објаве своје финансијске евиденције, што је довело до оставке неколико високих официра и чланова кабинета. Имао је своја два претходника као председника, Чуна и Роха, ухваћен и оптужен за корупцију и издају због своје улоге у војним превратима, иако ће бити помиловани до краја његовог мандата. Ким је такође амнестирао хиљаде политичких затвореника и уклонило кривичне осуде продемократских демонстраната који су ухапшени током масакра у Гвангју након државног удара 12. децембра. Антикорупцијска кампања је такође била део покушаја да се реформише чебол, велики јужнокорејски конгломерати који су доминирали економијом. Међутим, Кимова антикорупцијска порука је оштећена након што је његов син ухапшен због мита и утаје пореза у вези са скандалом Ханбо. 
Године 1994, када је амерички председник Бил Клинтон размишљао о нападу на Њонгбјон, средиште нуклеарног програма Северне Кореје, Ким му је саветовао да се повуче како би спречио обнављање борбе.
Кимова нова министарска странка, ДЛП је изгубила своју уску већину у Народној скупштини 1996. године. Кија Моторс се ускоро срушила, отварајући ланац догађаја који су увлачили Јужну Кореју у азијску финансијску кризу 1997. године током последње године његовог председавања. 
Током финансијске кризе, пропаст Кије и других конгломерата навела је Кима да прихвати спашавање од 58 милијарди УСД од Међународног монетарног фонда.

## Касни живот и смрт
После свог председавања, Ким је путовао светом промовишући демократију и говорећи на догађајима као што је "Ка глобалном форуму" о новим демократијама на Тајвану у јануару 2007.
Умро је у Националној универзитетској болници у Сеулу 22. новембра 2015, од срчаног удара, у 87. години живота. Дана 26. новембра 2015. одржана је државна сахрана на телевизији током које је премијер Хванг Кјо-ан одржао уводну риеч. Касније тог дана, Ким је сахрањен на Националном гробљу у Сеулу.

## Лични живот
Ким је био члан презбитеријанске цркве Чунгхиун и говорио је јапански, поред свог матерњег језика, корејски. Ускоро је био ожењен са Сон Мјунг-сон. Био је окружен његовом децом, два сина и три ћерке, као и његових пет млађих сестара.